# Тенгиршенк, Юсуф Кемаль-бей
Юсуф Кемаль-бей Тенгиршенк (тур. Yusuf Kemal Bey Tengirşenk, имя при рождении Юсуф Кемаль-бей, фамилию Тенгиршенк взял после принятия в 1934 году закона о фамилиях; 17 июля 1878, Боябат, провинция Синоп, Османская империя — 16 апреля 1969, Анкара, Турция) — турецкий юрист и государственный деятель, министр иностранных дел Турции (1921—1922).

## Биография
Родился в семье судьи Хасана Раджи Эфенди и его жены Фатмы Ханим. Начал свое образование в Военном лицее Кулели, однако был вынужден прекратить обучение из-за несчастного случая на охоте. Затем окончил военно-медицинскую школу в Стамбуле, но и не стал работать по данной специальности. В те же годы был арестован османской полицией за неуважение к султану Абдул-Хамиду II. Был выслан в провинцию Феццан на территории современной Ливии; однако вскоре он был помилован из-за проблем со здоровьем.
В 1904 г. окончил юридический факультет Стамбульского университета. Затем защитил докторскую диссертацию по политологии в Парижском университете, некоторое время работал адвокатом в Стамбуле. После Младотурецкой революции (1908) непродолжительное время был членом парламента, а затем перешел на государственную службу.
После Первой мировой войны был избран в османский парламент от провинции Кастамону. После роспуска парламента присоединился в Анкаре к кемалистам и Мустафе Кемаль Ататюрка. В июне 1915 г. был назначен Генеральным инспектором, а в ноябре 1915 г. — секретарём министерства по делам суда (Adliye Nezâreti).
В 1920 г. был избран в Великое Национальное Собрание Турции (ВНСТ). С 1923 по 1933 гг. переизбирался в состав парламента. В 1921 гг. входил в состав делегации, подписавшей Московский договор.
В марте-мае 1921 г. — министр юстиции.
В 1921—1922 гг. — министр иностранных дел. На этом посту в 1921 г. подписал Анкарский договор, по которому Франция и Турция урегулировали конфликт из-за оккупации Киликии.
В январе-июле 1924 г. — посол Турции в Великобритании.
В 1930—1931 гг. — министр юстиции Турции.
В 1933 г. ушёл из политической жизни, работал профессором экономики на юридическом факультете Анкарского университета. В 1946 г. вступил во вновь образованную Демократическую партию, в 1947 г. покинул ее ряды и присоединился к отколовшейся от нее Национальной партии.
Ненадолго вернулся в политическую жизнь в начале 1960-х гг. — после Государственного переворота (1960) с января по октябрь 1961 г. являлся депутатом Учредительного собрания Турции от Республиканская крестьянская национальная партия.